# Замбија на Светском првенству у атлетици у дворани 2012.
Замбија је учествовала на Светском првенству у атлетици у дворани 2012. одржаном у Истанбулу од 9. до 11. марта. Ово је њено једанаесто учешће на светским првенствима. Репрезентацију Замбије представљала су 2 такмичара (1 мушкарац и 1 жена), који су се такмичили у трци на 60 метара.
Замбија није освојила ни једну медаљу али је Chencho Gyeltshen остварила је национални рекорд.

## Учесници
| Мушкарци: - Џералд Фири — 60 м | Жене: - Chencho Gyeltshen — 60 м |  |

## Резултати

### Мушкарци
| Атлетичар   | Дисциплина | Лични рекорд | Квалификација | Квалификација | Полуфинале     | Полуфинале     | Финале               | Финале               | Детаљи |
| Атлетичар   | Дисциплина | Лични рекорд | Резултат      | Место         | Резултат       | Место          | Резултат             | Место                | Детаљи |
| ----------- | ---------- | ------------ | ------------- | ------------- | -------------- | -------------- | -------------------- | -------------------- | ------ |
| Џералд Фири | 60 м       | 6,59 НР      | 6,86 КВ       | 2. у гр. 1    | Није стартовао | Није стартовао | Није се квалификовао | Није се квалификовао |        |

### Жене
| Атлетичарка       | Дисциплина | Лични рекорд | Квалификација | Квалификација | Полуфинале            | Полуфинале            | Финале                | Финале       | Детаљи |
| Атлетичарка       | Дисциплина | Лични рекорд | Резултат      | Место         | Резултат              | Место                 | Резултат              | Место        | Детаљи |
| ----------------- | ---------- | ------------ | ------------- | ------------- | --------------------- | --------------------- | --------------------- | ------------ | ------ |
| Chencho Gyeltshen | 60 м       |              | 8,19 НР       | 8. у гр. 8    | Није се квалификовала | Није се квалификовала | Није се квалификовала | 51 / 62 (64) |        |